# All Ordinaries
All Ordinaries – najstarszy indeks giełdowy w Australii. Jego nazwa wzięła się z tego, że indeks ten obejmuje prawie wszystkie zwykłe akcje australijskiej giełdy papierów wartościowych (Australian Securities Exchange).